# Héctor López (boxe anglaise)
Héctor López est un boxeur mexicain né le 1er février 1967 à Mexico et mort le 24 octobre 2011 dans la même ville.

## Carrière
Il remporte aux jeux olympiques d'été de 1984 à Los Angeles la médaille d'argent dans la catégorie poids coqs.

## Palmarès

### Jeux olympiques
- Médaille d'argent en -54 kg aux jeux de 1984 à Los Angeles,  États-Unis